# 존 길구드
아서 존 길구드 경(영어: Sir Arthur John Gielgud, OM, CH, 1904년 4월 14일 ~ 2000년 5월 21일)은 영국의 배우이자 연극 감독이다.
19세기 최대의 여자 배우 엘런 테리, 영국 현대연극의 아버지라 불리는 고든 크레이그 등을 배출한 연극 가문에서 태어난 그는 18세 때 올드빅에서 데뷔했다. 1932년 고든 데비어트 작 《보르도의 리처드》(Richard of Bordeaux)를 연출 · 주연하여 대성공을 거두고 영국 상업극의 수준을 유럽 수준에까지 이끌어 올렸다. 그 후에도 뛰어난 연출을 계속 보여 주어 영국 굴지의 연출가로 성장하였다. 그의 연출은 희곡의 내재적 가치를 발굴하는 데 역점을 두었으며, 연출가로서 성공한 것 이상으로 배우로서도 성공하여 고전에서 현대에 이르기까지, 비극에서 희극까지 폭넓은 연기력을 과시했다. 데이비드 스토리의 《집》(Home)에서의 뛰어난 연기로 1972년 퓰리처상을 받았다.1975년에는 해럴드 핀터의 《무인지대》(No Man's Land)에 출연, 그 해의 최우수연기자로 뽑히기도 하였다.

## 서훈
- 1953년 기사작위(Knight Bachelor)서임[1]
- 1977년 컴패니언 오브 아너(Order of the Companions of Honour; CH)[2]
- 1996년 메리트 훈장(Order of Merit; OM)[3]

## 주해
1. ↑  조세핀 테이(Josephine Tey)의 필명